# Синтниколас, Элко
Э́лко Пе́тер Синтни́колас (нидерл. Eelco Peter Sintnicolaas; род. 7 апреля 1987, Дордрехт, Южная Голландия, Нидерланды) — нидерландский легкоатлет, специализирующийся в многоборье. Чемпион Европы в помещении в семиборье (2013). Серебряный призёр чемпионата Европы 2010 года в десятиборье. Восьмикратный чемпион Нидерландов (многоборье, прыжок в длину, прыжок с шестом). Участник летних Олимпийских игр 2012 и 2016 годов.

## Биография
Впервые узнал о лёгкой атлетике в 7 лет, когда пришёл на тренировку к своей сестре. Однако в тот момент Элко занимался теннисом и не планировал его бросать. Когда ему было 10 лет, он перешёл в клуб AV’34 в Апелдорне, где через некоторое время всё-таки сделал выбор в пользу лёгкой атлетики. С самого начала Элко хотел заниматься несколькими дисциплинами, поэтому его будущее многоборца было очевидно.
С 2005 года тренируется у Винса де Ланге. В первый же сезон совместной работы Синтниколас участвовал в чемпионате Европы среди юниоров, где занял 14-е место. Он мог быть значительно выше, но в своём «коронном» виде, прыжке с шестом, не взял начальную высоту.
Впервые набрал больше 8000 очков в 2009 году на престижном турнире в австрийском Гётцисе (8052). А уже на следующем старте стал чемпионом Европы среди молодёжи с личным рекордом 8112 очков. С 2010 года начал проявлять себя и на взрослом уровне. На чемпионате Европы выиграл серебряную медаль. Для этого ему понадобилось снова обновить личное достижение почти на 300 очков (8436).
Занимал 5-е места на чемпионатах мира 2011 и 2013 годов. Участвовал в Олимпийских играх в Лондоне (11-е место). В 2012 году установил национальный рекорд — 8506 очков.
На чемпионате Европы в помещении 2013 года выиграл соревнования в семиборье с ещё одним рекордом Нидерландов (6372 очка). Спустя 2 года не смог защитить свой титул, но всё равно оказался на пьедестале, завоевав бронзовую медаль.
На чемпионате мира 2015 года набрал лучшую сумму в карьере по итогам первого дня, но из-за травмы не смог сделать оставшиеся 5 видов десятиборья.
Участвовал в Олимпийских играх в Рио-де-Жанейро, где снова снялся с соревнований, на этот раз уже после первого вида, бега на 100 метров.
В 2017 году, восстановившись после череды травм, отлично выступил на турнире в австрийском Гётцисе. Проиграв всего 52 очка победителю, он занял второе место и установил новый национальный рекорд — 8539 очков. Однако на чемпионате мира вновь не смог завершить многоборье, снявшись после метания диска из-за травмы задней поверхности бедра.
Имеет высшее образование в области экономики.

## Личные рекорды в отдельных видах десятиборья
| Дисциплина        | Результат | Год  |
| ----------------- | --------- | ---- |
| 100 м             | 10,57     | 2017 |
| Прыжок в длину    | 7,65 м    | 2013 |
| Толкание ядра     | 14,86 м   | 2016 |
| Прыжок в высоту   | 2,08 м    | 2013 |
| 400 м             | 47,88     | 2010 |
| 110 м с барьерами | 13,92     | 2013 |
| Метание диска     | 43,52 м   | 2017 |
| Прыжок с шестом   | 5,52 м    | 2011 |
| Метание копья     | 63,59 м   | 2012 |
| 1500 м            | 4.22,29   | 2011 |

## Основные результаты
| Год  | Турнир                          | Место проведения          | Дисциплина       | Место | Результат |
| ---- | ------------------------------- | ------------------------- | ---------------- | ----- | --------- |
| 2005 | Чемпионат Европы среди юниоров  | Каунас, Литва             | десятиборье (юн) | 14-е  | 5997      |
| 2006 | Чемпионат мира среди юниоров    | Пекин, Китай              | десятиборье (юн) | 8-е   | 7416      |
| 2009 | Чемпионат Европы в помещении    | Турин, Италия             | семиборье        | —     | DNF       |
| 2009 | Чемпионат Европы среди молодёжи | Каунас, Литва             | десятиборье      | 1-е   | 8112      |
| 2009 | Чемпионат мира                  | Берлин, Германия          | десятиборье      | —     | DNF       |
| 2010 | Чемпионат Европы                | Барселона, Испания        | десятиборье      | 2-е   | 8436      |
| 2011 | Чемпионат Европы в помещении    | Париж, Франция            | семиборье        | 4-е   | 6175      |
| 2011 | Чемпионат мира                  | Тэгу, Южная Корея         | десятиборье      | 5-е   | 8298      |
| 2012 | Олимпийские игры                | Лондон, Великобритания    | десятиборье      | 11-е  | 8034      |
| 2013 | Чемпионат Европы в помещении    | Гётеборг, Швеция          | семиборье        | 1-е   | 6372      |
| 2013 | Чемпионат мира                  | Москва, Россия            | десятиборье      | 5-е   | 8391      |
| 2014 | Чемпионат мира в помещении      | Сопот, Польша             | семиборье        | 4-е   | 6198      |
| 2014 | Кубок Европы по многоборьям     | Торунь, Польша            | десятиборье      | 1-е   | 8156      |
| 2014 | Чемпионат Европы                | Цюрих, Швейцария          | десятиборье      | 4-е   | 8478      |
| 2015 | Чемпионат Европы в помещении    | Прага, Чехия              | семиборье        | 3-е   | 6185      |
| 2015 | Чемпионат мира                  | Пекин, Китай              | десятиборье      | —     | DNF       |
| 2016 | Чемпионат Европы                | Амстердам, Нидерланды     | десятиборье      | —     | DNF       |
| 2016 | Олимпийские игры                | Рио-де-Жанейро, Бразилия  | десятиборье      | —     | DNF       |
| 2017 | Hypo-Meeting                    | Гётцис, Австрия           | десятиборье      | 2-е   | 8539      |
| 2017 | Чемпионат мира                  | Лондон, Великобритания    | десятиборье      | —     | DNF       |
| 2018 | Чемпионат мира в помещении      | Бирмингем, Великобритания | семиборье        | 5-е   | 5997      |